# Viamão (distrito)
Sede ou Viamão é um distrito do município de Viamão, no Rio Grande do Sul. É também o distrito mais antigo, sendo sede administrativa desde 1880. O distrito Sede pertence ao grupo dos três distritos de predominância urbana em Viamão, juntamente com Passo do Sabão e Viamópolis.

## A origem do distrito
Em 1741, Francisco Carvalho da Cunha chegou à região, onde estabeleceu um sítio que chamou de Estância Grande. Edificou em sua propriedade um templo dedicado a Nossa Senhora da Conceição. Com a chegada dos primeiros casais açorianos, a região obteve importante impulso.
Em outubro de 1880, Viamão foi elevado a categoria de distrito independente.   